# Appius Claudius Crassus (Konsul 349 v. Chr.)
Appius Claudius Crassus Inregillensis († 349 v. Chr.) war 349 v. Chr. Konsul der römischen Republik.
Appius Claudius Crassus Inregillensis war ein Enkel des Decemvirn Appius Claudius Crassus Inregillensis Sabinus. Im Jahr 367 v. Chr. war er angeblich Gegner der Licinisch-Sextischen Gesetze und damit der Zulassung der Plebejer zum Konsulat. Als Diktator bezwang er 362 v. Chr. die Herniker.